# Montellà
Montellà – miejscowość w Hiszpanii, w Katalonii, w prowincji Lleida, w comarce Baixa Cerdanya, w gminie Montellà i Martinet.
Według danych INE z 2005 roku miejscowość zamieszkiwało 99 osób.